# Cephalotes lenca
Cephalotes lenca é uma espécie de inseto do gênero Cephalotes, pertencente à família Formicidae.